# Jar of Flies
Jar of Flies is een ep van de Amerikaanse rockband Alice in Chains uit 1994. De ep is in een week geschreven en opgenomen in de London Bridge Studio in Seattle. In 1995 is de ep genomineerd voor twee Grammy Awards, een voor Best Recording Package en een voor Best Hard Rock Perfomance (voor het liedje "I Stay Away").

## Tracklist
| Nr. | Titel         | Duur |
| --- | ------------- | ---- |
| 1.  | Rotten Apple  | 6:56 |
| 2.  | Nutshell      | 4:16 |
| 3.  | I Stay Away   | 4:13 |
| 4.  | No Excuses    | 4:15 |
| 5.  | Whale & Wasp  | 2:35 |
| 6.  | Don't Follow  | 4:21 |
| 7.  | Swing on This | 4:01 |